# Ентърпрайз (совалка)
Вижте пояснителната страница за други значения на Ентърпрайз.
Космическата совалка Ентърпрайз (на английски: enterprise – начинание/предприемчивост) е първата построена по програмата Спейс Шатъл на НАСА.

## Експлоатация
Построена е на 17 септември 1976 г. без двигатели или някакви функциониращи топлинни щитове и затова не е способна да извършва операции в Космоса. Причината, поради която е построена совалката, е тестването ѝ в полети само в атмосферата, т.нар. ALT (Approach and Landing Tests Program). Полетните изпитания по ALT започват през февруари 1977 г. в Центъра за летателни изпитания „Драйдън“ в базата на ВВС „Едуардс“, Калифорния. Тези изпитания се провеждат с цел проверка на съвместимостта между совалката и самолета носител (специално преоборудван от НАСА Боинг 747) и на летателните характеристики на совалката в долните слоеве на атмосферата. Пилотираните изпитания на „Ентърпрайз“ в свободен полет започват на 12 август 1977 г. Астронавтите Фред Хейз (командир) и Чарлс Фулъртън пилотират 75-тонния планер по U-образно трасе след неговото отделяне от самолета носител на височина 7000 м. Двамата извършват успешно приземяване на пистата в авиобазата „Едуардс“. Астронавтите са удивени от лекотата, с която се управлява „Ентърпрайз“. Според думите на Фред Хейз „неговото управление напомняло за управлението на изтребител“. След този полет са извършени още седем (пилотирани от Фред Хейз – Чарлс Фулъртън (5) и Джо Енгъл – Ричард Трули (3), като последният от тях е на 26 октомври 1977 г. След това „Ентърпрайз“ е отправен в Центъра за космически полети „Маршал“ в Хънтсвийл, щата Алабама. Там в продължение на осем месеца са провеждани вибрационни тестове на апарата. След тях космическите совалки получават потвърждение за летателна годност. На 10 април 1979 г. „Ентърпрайз“ е доставен на Кейп Канаверал, щата Флорида. На 1 май същата година совалката, заедно с горивния резервоар и двата ракетни ускорителя, е вертикализирана на стартова платформа и превозена на разстояние 5,6 км до стартова позиция № 39 А. „Ентърпрайз“ е установен на стартовата площадка в стартово положение с цел пробна транспортировка и проверка на клиренса и вертикалността на цялата конструкция. Там за първи път космически кораб за многократно използване е показан в напълно готов за старт вид пред широката публика. По-късно „Ентърпрайз“ е доставен в Хюстън, щата Тексас, където е изложен в Музея на въздухоплаването и аеронавтиката на НАСА.

## Изпитателни полети
| Полет                         | Дата              | Скорост  | Височина | Екипаж                    | Продължителност        | Бележки                                                                            |
| ----------------------------- | ----------------- | -------- | -------- | ------------------------- | ---------------------- | ---------------------------------------------------------------------------------- |
| Рулеви изпитания № 1          | 15 февруари 1977  | 143 km/h | Писта    | не                        | без излитане           | Изпитания на писта                                                                 |
| Рулеви изпитания № 2          | 15 февруари 1977  | 225 km/h | Писта    | не                        | без излитане           | Изпитания на писта                                                                 |
| Рулеви изпитания № 3          | 15 февруари 1977  | 253 km/h | Писта    | не                        | без излитане           | Изпитания на писта                                                                 |
| Полет с изключен двигател № 1 | 18 февруари 1977  | 462 km/h | 4,877 m  | не                        | 2 часа и 5 минути      | Совалката е закрепена на корпуса на самолет „Боинг-747“                            |
| Полет с изключен двигател № 2 | 22 февруари 1977  | 528 km/h | 6,888 m  | не                        | 3 часа и 13 минути     | Совалката е закрепена на корпуса на самолет „Боинг-747“                            |
| Полет с изключен двигател № 3 | 25 февруари 1977  | 684 km/h | 8,108 m  | не                        | 2 часа и 28 минути     | Совалката е закрепена на корпуса на самолет „Боинг-747“                            |
| Полет с изключен двигател № 4 | 28 февруари 1977  | 684 km/h | 8,707 m  | не                        | 2 часа и 11 минути     | Совалката е закрепена на корпуса на самолет „Боинг-747“                            |
| Полет с изключен двигател № 5 | 2 март 1977       | 763 km/h | 9,144 m  | не                        | 1 час и 39 минути      | Совалката е закрепена на корпуса на самолет „Боинг-747“                            |
| Активен полет № 1             | 18 юни 1977       | 335 km/h | 4,563 m  | Фред Хейз, Чарлс Фулъртън | 55 минути и 46 секунди | Совалката е закрепена на корпуса на самолет „Боинг-747“                            |
| Активен полет № 2             | 28 юни 1977       | 499 km/h | 6,715 m  | Джо Енгъл, Ричард Трули   | 62 минути и 0 секунди  | Совалката е закрепена на корпуса на самолет „Боинг-747“                            |
| Активен полет № 3             | 26 юли 1977       | 501 km/h | 9,233 m  | Фред Хейз, Чарлс Фулъртън | 59 минути и 53 секунди | Совалката е закрепена на корпуса на самолет „Боинг-747“                            |
| Свободен полет № 1            | 12 август 1977    | 499 km/h | 7,346 m  | Фред Хейз, Чарлс Фулъртън | 5 минути и 21 секунда  | Совалката е закрепена на корпуса на самолет „Боинг-747“ самостоятелно приземяване  |
| Свободен полет № 2            | 13 септември 1977 | 499 km/h | 7,925 m  | Джо Енгъл, Ричард Трули   | 5 минути и 28 секунди  | Совалката е закрепена на корпуса на самолет „Боинг-747“, самостоятелно приземяване |
| Свободен полет № 3            | 23 септември 1977 | 467 km/h | 7,529 m  | Фред Хейз, Чарлс Фулъртън | 5 минути и 34 секунди  | Совалката е закрепена на корпуса на самолет „Боинг-747“ самостоятелно приземяване  |
| Свободен полет № 4            | 12 октомври 1977  | 447 km/h | 6,828 m  | Джо Енгъл, Ричард Трули   | 2 минути и 34 секунди  | Совалката е закрепена на корпуса на самолет „Боинг-747“ самостоятелно приземяване  |
| Свободен полет № 5            | 26 октомври 1977  | 456 km/h | 5,791 m  | Фред Хейз, Чарлс Фулъртън | 2 минути и 1 секунда   | Кацане на пистата                                                                  |